# Менхетн
Менхетн (енгл. Manhattan) је острво и градска област Њујорка и чини округ Њујорк (енгл. New York County). Окружен је рекама Хадсон, Ист и Харлем.
Менхетн има 1.694.251 становника, али је најмања градска област града Њујорк са површином од 59,1 km², због чега има највећу густину становништва од чак 25.800 ст/km².
Менхетн се често означава као економски и културни центар САД. На њему се налазе Волстрит, Тајмс сквер, Седиште УН. Некретнине на Менхетну су међу најскупљима у свету и многи медијски конгломерати су смештени у овој њујоршкој градској области.
На Менхетну се налази главна управа града Њујорка, односно градска скупштина и општински суд Њујорка, па је Менхетн уједно и централна градска област града. Због тога се у званичним документима зове само Њујорк (енгл. New York), што није случај за остале четири градске области града, које се користе својим изворним именима тј. Квинс, Бруклин, Бронкс, и Статен Ајланд.

## Демографија
Према попису становништва из 2010. у округу је живело 1.585.873 становника, што је 48.678 (3,2%) становника више него 2000. године.
| Група             | 2000.           | 2010.           |
| Белци             | 703.873 (45,8%) | 761.493 (48,0%) |
| Афроамериканци    | 267.302 (17,4%) | 246.687 (15,6%) |
| Азијати           | 144.538 (9,4%)  | 179.552 (11,3%) |
| Хиспаноамериканци | 417.816 (27,2%) | 403.577 (25,4%) |
| Укупно            | 1.537.195       | 1.585.873       |

| Преглед градских области Њујорка | Преглед градских области Њујорка | Преглед градских области Њујорка | Преглед градских области Њујорка | Преглед градских области Њујорка | Преглед градских области Њујорка | Преглед градских области Њујорка | Преглед градских области Њујорка | Преглед градских области Њујорка |
| Надлежност                       | Надлежност                       | Становништво                     | Површина                         | Густина насељености              | БДП                              |                                  |                                  |                                  |
| Четврт                           | Округ                            | Попис (2020)                     | km2                              | по km2                           | милијарди $ (2022) 2             |                                  |                                  |                                  |
| -------------------------------- | -------------------------------- | -------------------------------- | -------------------------------- | -------------------------------- | -------------------------------- | -------------------------------- | -------------------------------- | -------------------------------- |
| Бронкс                           | Бронкс                           | 1.472.654                        | 109,2                            | 13,482                           | 51.574                           |                                  |                                  |                                  |
| Бруклин                          | Кингс                            | 2.736.074                        | 179,7                            | 15,227                           | 125.867                          |                                  |                                  |                                  |
| Менхетн                          | Њујорк                           | 1.694.251                        | 58,7                             | 28,872                           | 885.652                          |                                  |                                  |                                  |
| Квинс                            | Квинс                            | 2.405.464                        | 281,6                            | 8,542                            | 122.288                          |                                  |                                  |                                  |
| Статен Ајланд                    | Ричмонд                          | 495.747                          | 149                              | 3,327                            | 21.103                           |                                  |                                  |                                  |
| Град Њујорк                      | Град Њујорк                      | 8.804.190                        | 778,2                            | 11,314                           | 1.206.484                        |                                  |                                  |                                  |
| Држава Њујорк                    | Држава Њујорк                    | 20.201.249                       | 122.049,5                        | 166                              | 2.163.209                        |                                  |                                  |                                  |
| Извори:                          |                                  |                                  |                                  |                                  |                                  |                                  |                                  |                                  |